# Abies recurvata
Abies recurvata е вид ела от семейство Борови (Pinaceae). Видът е уязвим и сериозно застрашен от изчезване.

## Разпространение
Разпространен е в Китай.